# Therese Peche

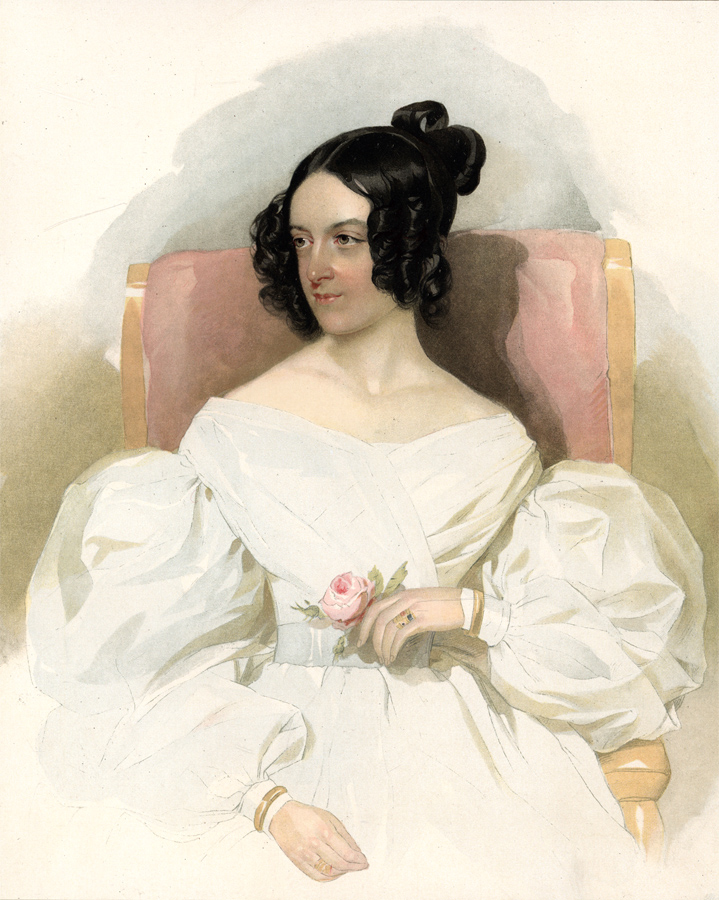
Therese Peche

Therese Wenzeslaa Peche (verheiratete Therese Vimal de Jauzat; * 12. Oktober 1806 in Prag; † 16. März 1882 in Wien) war eine österreichische Schauspielerin.

## Leben
Therese Peche war die Tochter eines österreichischen Offiziers. Erste Bühnenerfahrung sammelte sie im Niklastheater in der Wiedner Hauptstraße in Wien. 1826/1827 war sie am Theater Bonn  verpflichtet, wo August Wilhelm Schlegel sie unter anderem in Romeo und Julia sah und ihr eine glänzende Laufbahn voraussagte. Das Hamburger Stadttheater verpflichtete sie 1827 als „tragische Liebhaberin“. 1828 wechselte sie an das Hoftheater Darmstadt, von dort ging sie 1829 zum Hoftheater Stuttgart. Dort erwies sich  Amalie von Stubenrauch, die Mätresse des württembergischen Königs Wilhelm I., als Rivalin, weswegen sie Stuttgart verließ und 1830 festes Ensemblemitglied des Burgtheaters in Wien wurde. 1840 heiratete sie den Franzosen Jean Pierre Vimal de Jauzat (1806–1864), blieb aber weiterhin bis 1867 als Schauspielerin tätig. Am Burgtheater übernahm sie Rollen wie die Ophelia in Hamlet oder die Portia in Der Kaufmann von Venedig. Wolfgang Menzel schrieb über sie: „Dieses Mädchen ist keine gelernte Schauspielerin [...] Hier ist die Kunst gar nichts, die Natur alles, die Schule gar nichts, die Person alles. Gebt dieser Therese Peche nur eine Blume zum Ansehn, und ihr werdet mehr Ophelia in ihr erblicken, als in dem durchdachtesten Spiele der berühmtesten Schauspielerin während eines ganzen Abends.“ August Lewald schrieb über sie als Julia in Romeo und Julia: „Man halte es nicht für übertrieben: wer aber das erste Auftreten von Julia Capulet durch Therese Peche darstellen sah, verspürte etwas von Verzauberung an sich. Dieser poetische Moment des großen Dramas kann nicht poetischer wiedergegeben werden.“ Wirkliche Theaterfachleute urteilten weitaus kritischer. Nach einer Aufführung von Adolph Müllners Tragödie Die Schuld (mit Peche in der Rolle der Jerta) am Wiener Burgtheater am 4. März 1831 schrieb Peches Kollege Carl Ludwig Costenoble in sein Tagebuch:
„Die Schuld wurde heute eine große Sündenschuld Heurteurs, Anschützens und der Peche. Vergib ihnen Herr – sie wissen nicht was sie thun! das muß man als Christ rufen, wenn man diese Menschen wirthschaften hört und sieht. Jerta=Peche deklamirte und wimmerte, wie ein getretener Wurm gewimmert haben würde, wenn er Stimme hätte. Die besonnene, ruhige, feste, liebende Engelsseele einer Jerta mit der männlichen Thatkraft, wo es gilt, ein Wesen dem Verderben zu entreißen, begreift die oberflächliche Peche nicht einmal zur Noth. Wozu auch? Die Verehrer da oben, oder da unten klatschen ja genug, weil der liebe Gott die niedliche Peche erschaffen hat.“
Zum Ende ihrer Laufbahn gab sie Salondamen.
1930 wurde die Pechegasse im Wiener Bezirk Meidling nach ihr benannt.